# Gonatodes alexandermendesi
Gonatodes alexandermendesi – gatunek gada łuskonośnego z rodziny Sphaerodactylidae. Został opisany w 2006 roku w oparciu o osobniki odłowione w 1998 roku w Gujanie. Występuje też na przyległym do Gujany obszarze wschodniej Wenezueli.